# Tyttocharax
Tyttocharax es un género de peces de la familia de los Characidae que se ubican en América del Sur. Actualmente se conocen tres especies de este género.

## Especies
- Tyttocharax cochui (Ladiges, 1950)
- Tyttocharax madeirae Fowler, 1913 (Blackedge tetra)
- Tyttocharax tambopatensis S. H. Weitzman & H. Ortega, 1995